# Petre Mitu
Petre Mitu (n. 22 martie 1977, București) este un fost jucător de rugby în XV profesionist român.

## Carieră
S-a crescut într-o familie iubitoare de rugby: tatăl și unchiul său erau jucători de rugby amatori. El a început să joace la vârsta de șase ani la Gloria București, un club de formare, unde fratele său mai mare se antrena și unde el însuși a fost descoperit de Dumitru Sterian „Cioc”.
La seniori s-a legitimat la CSA Steaua (1996–1999), cu care a fost campion național în 1999, înainte de a pleca la clubul francez Stade Aurillacois (1998-2001), unde s-a alăturat lui Florin Corodeanu și lui Romeo Gontineac. Apoi a activat la cluburile franceze FC Grenoble, Stade Poitevin, Tarbes Pyrénées și US Montauban. A fost jucător-antrenor la CAC Rugby Castelsarrasin și la Rugby athlétic club angérien.
A fost component al echipei care a câștigat medalia de bronz la Campionatul Mondial de juniori din 1996. A fost selecționat pentru prima dată la echipa națională a României pentru un meci împotriva Țării Galilor în 1997. Doi ani mai târziu a participat la Cupa Mondială de Rugby din 1999, fiind titular în toate cele trei meciuri disputate de România. A fost numit căpitan în 2001 și în 2002. Nu a fost selecționat pentru Cupa Mondială de Rugby din 2003, fiind accidentat la picior. A fost exclus de echipa pentru ediția din 2007 după ce a refuzat la începutul acestui an să joace cu Georgiei – din motive financiare, conform Federației Române de Rugby, pentru că clubul său avea un meci important cu Stade Français, conform altor surse. S-a retras din naționala în 2009. De-a lungul carierei a strâns 41 de selecții pentru „Stejarii” și a marcat 339 puncte, înscriind 14 eseuri.
În 2014 a fost diagnosticat cu scleroză laterală amiotrofică sau boală lui Charcot (ALS), o boală neurologică incurabilă.

## Legături externe
- en  Statistice internaționale pe ESPN Scrum